# 이도현 (암벽등반 선수)
이도현(2002년 10월 8일~)은 대한민국의 암벽등반 선수이다. 

## 경력
아버지는 암벽등반 지도자인 이창현이다. 아버지의 영향으로 4살 때 암벽등반을 시작했다.
2016년에 암벽등반 유스 국가대표로 발탁되었으며 그 해 11월 중국 광저우에서 열린 세계 유스 선수권 대회에 참가했다. 그는 리드 부문에서 42위, 불더링 35위에 올랐다.
2018년 11월 중국 충싱에서 열린 2018년 아시아 주니어 선수권 대회에 참가하여 리드 부문에서 D일본의 니시다 히데마사의 뒤를 이어 은메달을 획득했다.